# Sphodromerus sanguiniferus
Sphodromerus sanguiniferus is een rechtvleugelig insect uit de familie veldsprinkhanen (Acrididae). De wetenschappelijke naam van deze soort is voor het eerst geldig gepubliceerd in 1901 door Rehn.